# Стерля
Стерля́ (баш. МФА: Стәрлео файле) — река в Башкортостане, левый приток Ашкадара. Длина реки — 75 км, площадь водосборного бассейна — 630 км². Истоки реки расположены западнее села Стерлибашево, течёт на всем протяжении в северо-восточном направлении по Стерлибашевскому и Стерлитамакскому районам Башкортостана и впадает в реку Ашкадар в черте города Стерлитамака.

## Мосты
В пределах Стерлитамака на реке имеется 4 железобетонных автодорожных, а также несколько металлических пешеходных мостов. В 2011 году открыт ещё один постоянный автодорожный мост в южной части города для обеспечения транзитного движения автотранспорта в его западную часть.

## Фауна
Рыбы реки Стерли: речной окунь, голавль, пескарь, ёрш, плотва обыкновенная, налим, уклейка, верховка, щука, вьюн, голец, редко заходят сомы, стерлядь и другая крупная рыба.

## Топонимика
Река Стерля дала своё название городу Стерлитамаку (баш. Стәрлетамаҡ — устье Стерли) и селу Стерлибашеву (баш. Стәрлебаш — исток Стерли).
Как сообщает Г. Х. Бухарова, топоним Стәрле сравним со Стэрле — левый приток Ика в Республике Татарстан, и, возможно, относится к индоиранскому субстрату в башкирской гидронимии, со значением «осетровая», сравните: нем. Stor, древневерхненемецкий stur(e) — «осётр».

## Притоки
- Бакибаткан;
- Балатку (Балаткуль);
- Большая Гумбаза;
- Большая Кайракла;
- Большие Кармалы;
- Бурлюгуль;
- Малая Гумбаза;
- Музыгылга;
- Скалтык;
- Червонные Озерки;
- Байгора (лог);
- Томак (лог).